# Brou-sur-Chantereine
Brou-sur-Chantereine is een gemeente in het Franse departement Seine-et-Marne (regio Île-de-France) en telt 4280 inwoners (1999). De plaats maakt deel uit van het arrondissement Torcy.

## Geografie
De oppervlakte van Brou-sur-Chantereine bedraagt 4,3 km², de bevolkingsdichtheid is 995,3 inwoners per km².
De onderstaande kaart toont de ligging van Brou-sur-Chantereine met de belangrijkste infrastructuur en aangrenzende gemeenten.

## Geboren
- Yohann Pelé (4 april 1982), voetballer

## Demografie
Onderstaande figuur toont het verloop van het inwonertal (bron: INSEE-tellingen).